# Pares cum paribus facillime congregantur
La frase latina Pares cum paribus facillime congregantur o Pares cum paribus facile congregantur, tradotta letteralmente, significa "Ognuno con grande facilità (facilmente) frequenta i suoi simili" (Cicerone, De Senectute, III).
Un'altra forma della stessa locuzione è Similes cum similibus facillime congregantur, anche nella forma abbreviata Similes cum similibus.